# Saved from the Titanic
『Saved from the Titanic』は、1912年に製作されたモノクロ（パートカラー）・サイレントのアメリカ映画である。同年に発生したタイタニック号事故を題材にした最初の映画として知られている。

## 概要
主演と脚本を兼任したドロシー・ギブソンは、実際にタイタニック号事故から生還した人物である。この映画は、2週間足らずの期間で撮影され、事故発生から約1ヵ月後に早くも公開された。タイタニック号の場面での彼女の衣装は、事故に遭遇したときに着用していた物だという。この映画は本国アメリカのみならず、イギリスやフランスなどでも大ヒットした。
なお、この映画は1914年のスタジオ火災で唯一のプリントが焼失したため、現存していない。

## あらすじ
若い女性ドロシーは、彼女の両親と婚約者にタイタニック号で遭遇した事故の体験を物語る。婚約者は船員だったため、両親は海上での危険を連想し、2人の婚約は障害に直面する。

## キャスト
- ドロシー：ドロシー・ギブソン
- ドロシーの父：アレック・B・フランシス（en:Alec B. Francis）
- ドロシーの母：ジュリア・ステュアート
- ジャック少尉：ジョン・G・アドルフィ（en:John G. Adolfi）
- ジャックの友人：ウィリアム・R・ダン、ガイ・オリヴァー（en:Guy Oliver ）

## エピソード
『Saved from the Titanic』は、カラーを使用した最初期の映画の一つである。殆どの部分はモノクロだが、2つの場面はキネマカラーで撮影された。事故で死んだと思われていたヒロインのドロシーが両親の元に還ってくるシーンと、最後にドロシーの父親が2人に結婚の許しを与えるシーンである。